# 別什恰迪國家公園
49°17′17″N 22°29′49″E / 49.288°N 22.497°E

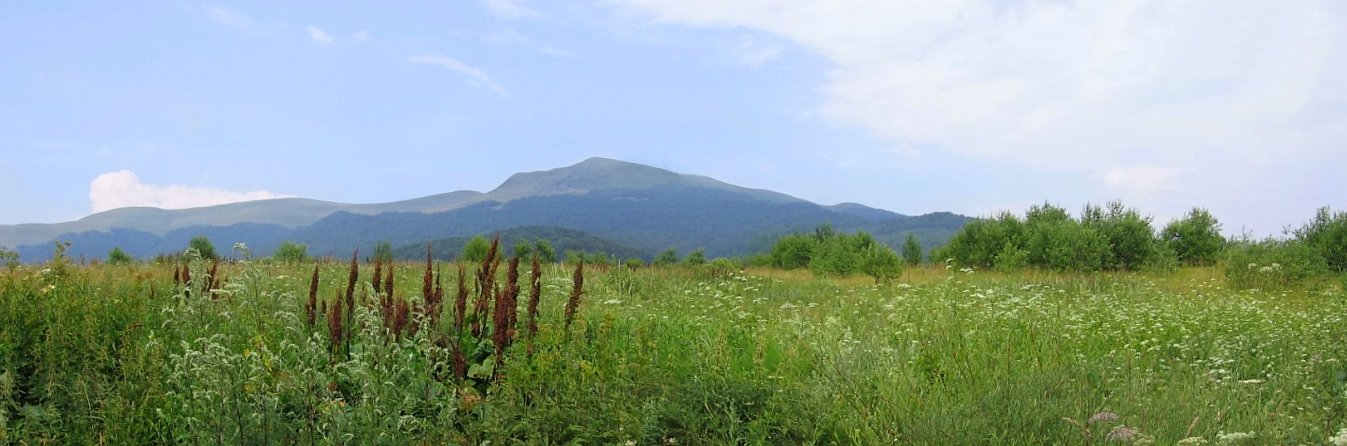

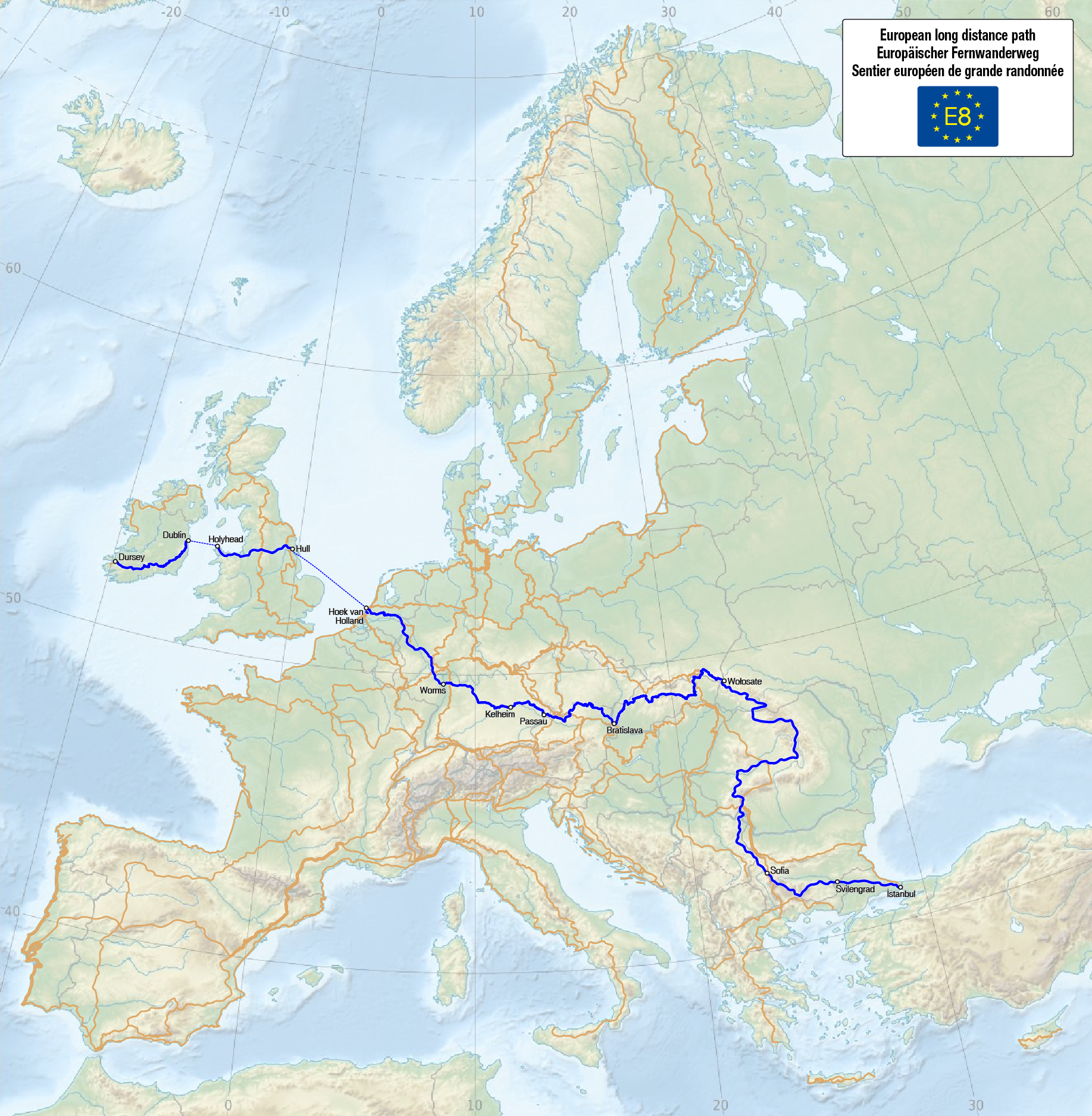

別什恰迪國家公園是波蘭的國家公園，位於該國東南部，由喀爾巴阡山省負責管轄，始建於1973年，面積292平方公里，是144種鳥類的棲息地。

## 外部連結
- The Board of Polish National Parks
- Bieszczady National Park